# Derambila propages
Derambila propages là một loài bướm đêm trong họ Geometridae.